# 景溱
景溱（1492年—1553年），字濟之，號蒲津，山西平陽府蒲州人，軍籍，明朝政治人物。

## 生平
正德八年（1513年）癸酉科山西鄉試第五十九名舉人。正德十六年（1521年）中式辛巳科會試第六十四名，登第二甲第四十三名進士。选授南京陕西道御史，遷北京御史，巡按直隶，疏止蓟州开矿，又令筑沙河宫城，溱条上四事，工遂停。不久巡按江西，嘉靖二十年（1541年）五月升顺天府府丞。因病发作乞求归乡，年六十二卒。

## 家族
曾祖景聚；祖父景章，曾任州知縣；父景保，曾任義官。前母史氏；母王氏。慈侍下。兄景潭（義官）、景瀾、景淮、景滋，俱监生。